# Мајнер (Мисури)
Мајнер (енгл. Miner) град је у америчкој савезној држави Мисури.

## Демографија
По попису из 2010. године број становника је 984, што је 72 (-6,8%) становника мање него 2000. године.
| Група             | 2000.       | 2010.       |
| Белци             | 978 (92,6%) | 889 (90,3%) |
| Афроамериканци    | 23 (2,2%)   | 31 (3,2%)   |
| Азијати           | 10 (0,9%)   | 6 (0,6%)    |
| Хиспаноамериканци | 24 (2,3%)   | 43 (4,4%)   |
| Укупно            | 1.056       | 984         |